# U-turnのオールナイトニッポン
U-turnのオールナイトニッポン（ユーターンのオールナイトニッポン）は、ニッポン放送のオールナイトニッポンで1996年10月-1997年4月に放送されたラジオ番組である。放送時間は毎週木曜27時-29時（木曜2部）。
その後、『@llnightnippon.com』で復帰して、1999年4月-2000年3月に放送された。放送時間は毎週火曜25時-26時（火曜com枠）⇒毎週土曜25時-26時30分（土曜com枠）。

## 概要
お笑いコンビ・U-turnの「元生徒会副会長（＝対馬盛浩）と元不良（＝土田晃之）のコンビ」という売り出し文句の如き、凸凹なキャラクターを展開する番組であった。また際どい下ネタを連発し、フリートークでは家族やスタッフといった身内ネタを数多く展開した。土田は、とんねるずや電気グルーヴといったオールナイトニッポンのヘヴィーリスナーであり、彼らが番組で広めたスタイルを踏襲していたともいえる。

## コーナー

### マラチャンプ
番組のメインコーナー。「オレのマラは○○!」という定型文の○○部分を考えるのが基本スタイルの一発ギャグコーナーである。途中、コーナー名が次々と変遷し、そのタイトルはことごとく下ネタであった。

### 万国ヤンキー列伝
ヤンキーの特徴を描く。ネタコーナーであるにもかかわらず、一時期、本当に見たヤンキーを報告する「隣のヤンキー情報」が溢れコーナー存続の危機に見舞われるが、復活。番組終了まで続く長寿コーナーとなった。

### オナ日記
リスナーの自慰行為を延々と日記に綴るコーナー。番組のハガキ職人であったアナールDEオナールによって考案された。

### 夢でもしあえたら
夢で会った芸能人、有名人、スポーツ選手などにツッコミを入れるコーナー。

### 熱いハガキ
自らの思いの丈を語るコーナー。ハガキを読み上げた後、音楽がかけられることが通例であった。ここから、さいたまんぞうによる「なぜか埼玉」が番組内でプチヒット。

### 当選者発表
架空の商品の当選者発表を行うコーナー。番組構成上の時間潰しの感じが強く、投げやり気味のコーナーであった。

### 北川辺企画
U-turnの専門学校時代の友人スガヌマ君が住む、埼玉県北端の街・北川辺を盛り上げようという企画。スガヌマ君が町長に立候補した時のキャッチフレーズを考える等、シミュレーション型の企画であった。また番組開始当初は、北川辺に存在する謎のラーメン屋「まりもラーメン」に関する情報を募集したり、リスナーと北川辺を探検する企画も行われた。

## 放送にまつわる主なエピソード
- この番組は数多くのハガキ職人に恵まれたことで知られている。下ネタや一言ネタ等、書きやすいコーナーが多かったためと思われる。番組終了時には、ハガキ職人のA代表、B代表が発表され、お台場にてキャンプ（＝リスナー参加のイベント）が行われた。
- 番組の放送時期が受験期であったため、浪人生のリスナーの数も多かった。リスナーから早稲田大学合格のハガキを受けとった土田は「この番組を聴いていると、早稲田と帝京と亜細亜大学に受かるようになっている」とコメントした。また、立正大学在学のハガキ職人(＝インバレー、ゴッドテールさとし、滝巨人)が多かった。
- 下ネタの単語を公言するのは憚られるというリスナーの抗議を受けて、番組内では様々なスラングが生み出された。例としては、ロリコン→ペットボトル、ゲイ→元軍曹、マラ→太陽の塔、等。
- 終了間際の聴取率調査では、一部二部合わせて、12番組中、4位の好成績を残した。2部の中では1位の聴取率だったという[1]。
- 番組でかかる一曲目は、U-turnの二人がカラオケを歌っていた。放送までに行われる収録にて、SMAPの「ダイナマイト」を録り終わった後、担当ディレクターが「ダイナマイト!」と叫んだ所から、ダイナマイト高橋の名前が生まれた。同じ状況から、フィーバー高橋、ナイスイン高橋の名も生まれた。
- 番組初期には「殿様シャンデリア」なる芸人が度々登場していたが、これは架空の人物である。
- 最初から半年だけの約束ということだったが、心の中では「（2部の中で）1位獲ってるなら（放送期間が）延びるだろう」と思っていたがやっぱり半年で終わると決まったことから、1997年4月の最初の最終回の時に「ニッポン放送なんて二度と来るか、バカ！バカ野郎！」と捨て台詞を吐いて終わった[1]。しかし前述の通り『@llnightnippon.com』で復帰したほか、土田は『土田晃之 日曜のへそ』でニッポン放送でパーソナリティを務め続けている。

## 番組ノベルティ
- トランプ
  - U-turnのANNとマジックで書かれたトランプ。これを集めてロイヤルストレートフラッシュでエアナックス（＝北川辺で売っていたエアマックスの偽物）、4カードでスタッフと一緒に健康ランドに行ける権利がもらえた。エアナックスはインバレーが獲得。健康ランドはショスタコビッチ直仁が獲得したが辞退した。